# Nåden är en vanlig dag
Nåden är en vanlig dag är en psalm vars text är skriven av Johannes Möllehave och översatt till svenska av Cecilia Cervin, Sven-Åke Selander och Inge Löfström. Musiken till psalm 884 a är skriven av Niels Viggo Bentzon och till psalm 884 b av Martin Elmqvist i Psalmer i 2000-talet. 

## Publicerad som
- Nr 884 a i Psalmer i 2000-talet under rubriken "Jesus Kristus - människors räddning".
- Nr 884 b i Psalmer i 2000-talet under rubriken "Jesus Kristus - människors räddning".